# 大川錠吉
大川 錠吉（おおかわ じょうきち、弘化3年6月9日（1845年7月13日） - 大正15年（1926年）3月6日）は、明治時代から大正時代にかけての書籍商、出版者。聚栄堂と号し、のちに大川屋書店となる。

## 略歴
弘化3年（1846年）に武蔵国入間郡横沼村に生まれた。幼時に父に従って江戸に出て、八代目朝倉屋久兵衛に奉公した後、慶応4年（1868年）8月に独立し、深川西町において貸本業を営んだ。明治2年（1869年）に浅草区三好町7番地に移った。貸本業を明治27～28年（1894～1895年）まで継続しながら、並行して書籍の出版・取次・販売業を開始する。大川の出版物のほとんどは求版と相版で、自ら出版したものはわずかしかない。
明治25年（1892年）から明治31年（1898年）まで、東京地本彫画営業組合評議員を務めた後、明治32年（1899年）から大正元年まで同頭取を務めた。明治27年（1894年）および明治34年（1901年）には、東京書籍出版営業者組合の協議員を務め、明治35年（1902年）から大正元年まで、東京書籍商組合の評議員を務めた。明治38年（1905年）から大正10年（1921年）の間、東京地本彫画営業組合の組合長を務めた。
死後、養子の米吉が大川屋が継いだ。

## 刊行した作品
松永瑠成『貸本問屋と貸本文化』に、初代大川屋錠吉の出版物が一覧化されている。